# Jeff East
Jeff East est un acteur américain, né le 27 octobre 1957 à Kansas City, dans le Missouri (États-Unis).
Il vit maintenant en France a Nice près du parc chambrun .

## Biographie
Il est connu pour avoir interprété Clark Kent à l'âge de 17 ans dans le film Superman en 1978. Sa voix fut cependant remplacée par celle de Christopher Reeve lors de la postsynchronisation en raison du fait que son timbre était plus grave que celui de Reeve.

## Filmographie

### Cinéma
- 1973 : Tom Sawyer : Huckleberry Finn
- 1974 : Huckleberry Finn : Huckleberry Finn
- 1977 : The Hazing : Craig Lewis
- 1978 : Superman de Richard Donner : Clark Kent jeune
- 1980 : Klondike Fever : Jack London
- 1981 : La Ferme de la terreur (Deadly Blessing) : John Schmidt
- 1984 : Les Branchés du Bahut : Rex Crandall
- 1989 : Pumpkinhead : Le Démon d'Halloween : Chris
- 1989 : Another Chance (en) : Harlen
- 1992 : Blue Champagne (Vidéo) : Sam
- 1993 : Deadly Exposure : Anderson
- 2009 : Misfortune Smiles (Court-métrage) : Le grand Oswald
- 2010 : Last Breath : Dennis
- 2015 : Terminal : Becker

### Télévision
- 1974 : Return of the Big Cat (Téléfilm) : Josh McClaren
- 1974, 1976-1977 : Disney Parade (série télévisée) : Josh McClaren / Russ Hanson / Lonny Bascombe
- 1976 : Flight of the Grey Wolf (Téléfilm) : Russ Hanson
- 1977 : The Ghost of Cypress Swamp' (Téléfilm) : Lonny Bascombe
- 1978 : L'Été de la peur (Stranger in Our House) (Téléfilm) : Peter Bryant
- 1979 : La Conquête de l'Ouest (How the West Was Won) (série télévisée) : Orly
- 1979 : Mary and Joseph: A Story of Faith (Téléfilm) : Joseph
- 1979 : Insight (série télévisée) : Rob
- 1982 : MASH (série télévisée) : Lt. Pavelich
- 1983 : Le Jour d'après (The Day After) (Téléfilm) : Bruce Gallatin
- 1984-1986 : 1st & Ten (série télévisée) : Bryce Smith
- 1985 : Otherworld (série télévisée) : Rev
- 1986 : Dream West (série télévisée) : Tim Donovan
- 1990 : Shades of LA (série télévisée) : Jack Dymond
- 1991 : The New Adam-12 (série télévisée) : Officier Carson
- 1992 : Docteur Doogie (Doogie Howser, M.D) (série télévisée) : Mr. Fukes